# 垃圾广告软件
垃圾广告软件（英語：Spamware）是一种由垃圾邮件发送者设计的软件。垃圾广告软件的种类很多，不过很可能包含以下功能：导入数以千计的地址，产生随机地址，在信息中插入欺诈性的标头，同时使用数十或数百个邮件服务，并且能利用匿名转发。在美国8个州，销售垃圾广告软件是非法的。
另一种垃圾广告软件是能够搜索电子邮件地址并且建立邮件列表，利用此列表直接发送垃圾邮件或者把此列表卖给垃圾邮件发送者。